# (8405) Asbolus
(8405) Asbolus ist ein Asteroid aus der Gruppe der Zentauren.
Er wurde am 5. April 1995 von James V. Scotti und Robert Jedicke vom Spacewatch-Projekt am Observatorium von Kitt Peak entdeckt.
Die vorläufige Bezeichnung lautete 1995 GO. Aufgrund seiner dunklen Oberfläche wurde er nach Asbolos, einem Zentauren aus der griechischen Mythologie benannt.
Asbolus bewegt sich auf einer sehr exzentrischen Bahn zwischen 6,835 AU (Perihel) und 29,028 AU (Aphel) in 75,93 Jahren um die Sonne. Er bewegt sich somit zwischen den Planeten Jupiter und Neptun. Die Bahn ist 17,6° gegen die Ekliptik geneigt.
Asbolus’ mittlerer Durchmesser wird auf 66 km (± 8 km) geschätzt.
Im Jahr 2000 wurden mit dem Weltraumteleskop Hubble Spektren von Asbolus aufgenommen, die eine ungewöhnlich helle Struktur auf seiner Oberfläche offenbarten, welche für einen relativ jungen Krater gehalten wird. Das für die Struktur verantwortliche Eis scheint von einer bisher unbekannten Art zu sein. Der Impakt kann nicht länger als 10 Mio. Jahre zurückliegen. Ansonsten ist die Oberfläche mit einer Albedo von 0,09 sehr dunkel.
Wie bei den übrigen Zentauren scheint es sich bei Asbolus um den Kern eines nicht mehr aktiven Kometen zu handeln.